# Fontanilla

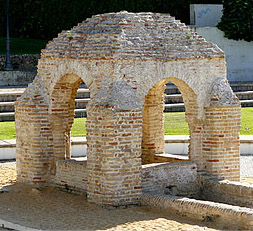
La Fontanilla, en Palos de la Frontera.

La Fontanilla era la fuente pública de Palos de la Frontera (Huelva, Andalucía, España) donde, según afirma la tradición, se abastecieron de agua las naves Santa María, Pinta y Niña, cuando, el 3 de agosto de 1492, partieron desde el puerto de Palos, capitaneadas por Cristóbal Colón y los hermanos Pinzón, rumbo a las Indias. Uno de los viajes más trascendentales en la historia de la humanidad, ya que hallaron la ruta oceánica hacia el continente americano. Así pues, la Fontanilla es el más humilde, pero también el más original y auténtico monumento de los llamados Lugares Colombinos.
En 2016 fue incorporada a la Lista Indicativa del Patrimonio de la Humanidad con la propuesta llamada "Monasterio de Santa María de la Rábida y los Lugares Colombinos de Huelva".

## Orígenes y estilo arquitectónico
Había dos lugares para abastecerse de agua en Palos: la fuente de Villafrías, a la salida de la ría, frente a la isla de Saltés, y la Fontanilla, fuera del casco urbano, pero inmediata al mismo por el lado Este. Un estero del río Tinto llegaba casi a sus plantas, habiéndose construido allí un embarcadero que era, por tanto, el más próximo y directo para acceder al pueblo.

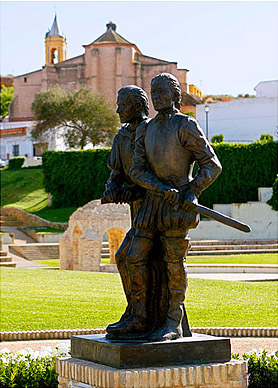
Monumento a los hermanos Pinzón, en el entorno de La Fontanilla, en Palos de la Frontera.

 Desde la Puerta de los Novios de la Iglesia de San Jorge se accedía al histórico muelle del que partió la expedición descubridora de América, junto al cual se encontraba la Fontanilla, que era la fuente pública de Palos, construida sobre un antiguo brocal de época romana y protegida por un templete o tetrapylum, construido con ladrillos en el siglo XIII al estilo mudéjar, con planta cuadrangular y bóveda semiesférica vaída exteriormente y circunscrita en chapitel piramidal. El elemento de soporte está constituido por cuatro arcos de medio punto ligeramente rebajados, apoyados en pilares angulares reforzados con estribos. 
El surtidor se encontraba en el centro y a los lados se abrían canalillos por donde corría el agua, recogiéndose en el lado oriental en un largo abrevadero. Los últimos estudios han demostrado que originariamente estuvo sobreestucada y pintada a la almagra con motivos religiosos, circunstancia que, junto al hecho de encontrarse en el camino de entrada a la ciudad, permite pensar que, además de fuente pública y lugar de reposo y refrigerio para el que volvía al pueblo, ya fuera por el embarcadero o por el camino, también pudo ser un humilladero o estación de penitencia, un lugar de oración y reflexión donde encontrar, además de reposo para el cuerpo, paz para el alma. En este sentido, habría que estudiar sus similitudes con otros humilladeros de Andalucía, como por ejemplo la Cruz del Campo, tan unida al origen de la Semana Santa de Sevilla. 
Actualmente, la Fontanilla se encuentra restaurada con un acabado de ladrillo visto, la gárgola de salida al pilar es el único elemento de piedra, y puede contemplarse desde la vía de acceso a la ciudad, viniendo de Moguer, o desde el mirador dispuesto en lo alto del cerro de la población, estando sus alrededores ajardinados.